# Castello di Čabraď
Il castello di Čabraď (in slovacco: Čabradský hrad, in ungherese: Csábrág) è un castello in rovina in Slovacchia, presso il villaggio di Čabradský Vrbovok, a sud-est di Krupina.
Fu costruito nel XIII secolo, e nel XV secolo fu conquistato dall'esercito di Jan Jiskra per qualche tempo. Nel 1585 e 1602 dovette sostenere gli attacchi dei turchi ottomani. Fu abbandonato nel 1812.